# Hemery Thunberg
Josef Hemery Thunberg, född 1919 i Örebro, död 2008 i Kungälv, var en svensk yrkesmålare och målare.
Han var son till målarmästaren Markus Hjalmar Thunberg och Anna Tyra Gustavsson och från 1956 gift med Gotton Nilsson. Han utbildades till yrkesmålare av sin far 1333–1939 och arbetade sedan fram till 1947 som gesäll hos sin far. Thunberg var som konstnär autodidakt men deltog i Örebro konstklubbs konststudiecirkel 1944–1949 som leddes av Sven Sahlsten. Hans tidiga konst består av avbildningar från Örebrotrakten men efter att han bosatte sig i Bohuslän 1949 kom västkusten att dominera hans motivval. Separat ställde han bland annat ut i Örebro, Gävle, Kristinehamn, Kungälv, Arvika och på Galleri Christinæ i Göteborg samt Galleri Brinken i Stockholm. Tillsammans med Sven Hallström ställde han ut i Köping 1949 och tillsammans med Ellen Börtz på Konstsalong Rålambshof i Stockholm 1950 samt med Britta Lindefelt i Karlskoga 1963. Han medverkade sedan slutet av 1940-talet i ett flertal samlingsutställningar i Örebro bland annan Örebro läns konstförenings utställningar Länets konst och Göteborgs konstförenings Decemberutställningar på Göteborgs konsthall. Hans konst består av landskapsbilder från bland annat Bohusläns kust och hav och några stilleben och figurbilder. Bland hans offentliga arbeten märks väggdekorationen på Fars Hatt i Kungälv och Örebro konserthus. Thunberg är representerad vid Örebro läns museum Örebro läns landsting, Örebro kommun, Karlskoga kommun, Kristinehamns kommun och Åmåls kommun.